# A rosszak jobbak
A rosszak jobbak (eredeti cím: Saved!) 2004-ben bemutatott amerikai szatirikus-filmvígjáték, melyet Brian Dannelly rendezett. A főszereplők Jena Malone, Mandy Moore, Macaulay Culkin, Patrick Fugit, Eva Amurri, Martin Donovan és Mary-Louise Parker. Az Amerikai Egyesült Államokban 2004. május 28-án mutatták be, Magyarországon DVD-n jelent meg szinkronizálva. A film világpremierét a Sundance Filmfesztiválon tartották 2004. január 21-én. A filmet Vancouverben (British Columbia) forgatták és 2004 tavaszán jelent meg a Metro-Goldwyn-Mayer által. Belföldön több mint 9 millió dolláros bevételt tudott gyűjteni. A film vegyes kritikákat kapott a kritikusoktól.
A film középpontjában egy tizenéves lány, Mary, aki a homoszexuális barátjának „gyógyítására” igyekszik rávenni magát, hogy odaadja neki szüzességét, ám teherbe esik.

## Cselekmény
A jámbor Mary Cummings evangélikus keresztény tinédzser megkezdi utolsó évét az Amerikai Sas Keresztény középiskolában, Baltimore közelében. Ő és két legjobb barátja, Hilary Faye (Mandy Moore) és Veronica, létrehozzák a "keresztény ékszereknek" nevezett lánycsoportot. Egy délután Mary barátja, Dean Withers bevallja neki a medencében, hogy meleg. Ledöbbenten Mary beüti a fejét, ám van egy elmélete, amelyben Jézus elmondása szerint segítenie kell Dean-en. Abban a hitben, hogy Jézus megtisztítsa, Mary szexel Deannel annak érdekében, hogy megszabadítsa homoszexualitásától.
Mary erőfeszítései ellenére Dean-t a Mercy House-ba, egy keresztény kezelő központba küldik, miután a szülei meleg pornográfiát találtak a hálószobájában. Dean szexualitásáról szóló hírek sokkolják és felháborítják Mary barátait, kivétel Rolandot (Macaulay Culkin), Hilary lebénult, tolókocsis testvérét. Az iskolai közgyűlésen Cassandra, egy lázadó zsidó diák, aki megveti Hilary-t, jelenetet okoz, mert obszcén szavak kerültek a beszédébe.
Mary reggeli émelygésre ébred és hamarosan rájön, hogy terhes Dean gyermekével. Mivel a gyermek a diploma megszerzése után esedékes megszületni, Mary úgy dönt, hogy leplezi terhességét osztálytársai, valamint édesanyja, Lillian előtt, aki titokban összeszűri a levet az iskola nős igazgatójával, Skip lelkésszel.

## Szereplők
| Szereplő             | Színész            | Magyar hang    | Leírás |
| -------------------- | ------------------ | -------------- | --- |
| Mary Cummings        | Jena Malone        | Mánya Zsófia   | Csendes lány, aki megpróbál segíteni homoszexuális ex-barátjának, Dean-nek azáltal, hogy odaadja neki szüzességét, ám véletlenül teherbe esik. |
| Hilary Faye Stockard | Mandy Moore        | Molnár Ilona   | A "keresztény ékszerek" vezetője és kezdetben Mary legjobb barátja. Rendkívül lelkes konzervatív keresztény, bár nagyon önszereplő és áhítatos, mások bosszantására. Vonakodva gondozza lebénult testvérét, Rolandot, bár rövid pórázon tartva.                   |
| Roland Stockard      | Macaulay Culkin    | Simonyi Balázs | Hilary Faye tolókocsis testvére. Gyerekkorában leesett egy fáról és deréktól lefelé lebénult. A húgával ellentétben nem azonosítja magát kereszténynek. |
| Cassandra Edelstein  | Eva Amurri         | Dögei Éva      | Az egyetlen zsidó lány, aki valaha is bekerült az Amerikai Sasba. Külsőleg természetesen lázadó és irgalmas, de amikor Mary-vel összebarátkozik, Rolanddal pedig szerelmesek lesznek, az igazi színei megmutatják, hogy valójában nagyon hűséges és nyitott lány. |
| Patrick Wheeler      | Patrick Fugit      | Hamvas Dániel  | Skip lelkész fia, az iskola igazgatója és Mary szerelmi érdeklődője. |
| Veronica             | Elizabeth Thai     | Csuha Borbála  | Vietnámból származó lány, akit egy misszionárius pár örökbefogadott, ő a "keresztény ékszerek" harmadik tagja. |
| Dean Withers         | Chad Faust         | Tóth Barna     | Még a film elején Mary barátja, de bevallja végül neki, hogy meleg. |
| Skip Wheeler lelkész | Martin Donovan     | Harmath Imre   | Az Amerikai Sas igazgatója. Felületesen jámbor és odaadó lelkész, aki megcsalja a feleségét. Skip lelkész próbál mindig "fiatal és jó" maradni. |
| Tia                  | Heather Matarazzo  |                | Kezdetben kissé kívülálló. Tia elfoglalja Mary helyét az "ékszerekben", amikor Maryt kirúgják. Apjának alkoholfogyasztási problémája van, amely mélyen zavarja őt.                                                                                                |
| Lillian Cummings     | Mary-Louise Parker | Törtei Tünde   | Mary anyja, aki már korán megözvegyült. |
| Mitch                | Kett Turton        |                | A Mercy House meleg lakosa, aki Dean barátja lesz. |
| Gitáros              | Dave Rosin         |                | A kanadai Hedley pop-rock együttes gitárosa, aki megjelenik a báli színpadon játszó együttesben. |